# Fiat 131

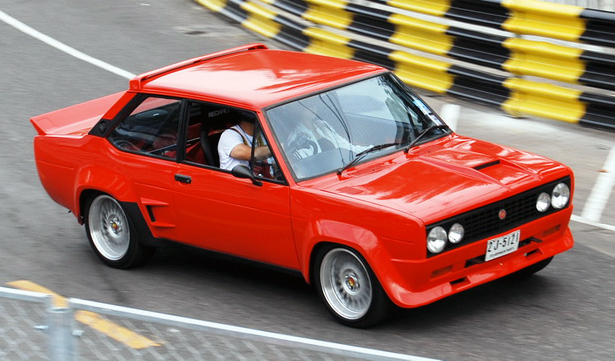
Fiat 131 Abarth

El Fiat 131 es un modelo de los segmentos C y D producido por el fabricante italiano Fiat desde 1974 a 1984 y presentado en el Salón del Automóvil de Turín de 1974. Se construyó en varios países siendo mayormente producido en Italia por Fiat, en Turquía por TOFAŞ y en España por SEAT.

## Historia
El Fiat 131 fue presentado en el Salón de Turín de 1974 como sustituto del Fiat 124 en el contexto de la crisis del petróleo de 1973 que afectó en gran medida al proyecto. Por una parte, el clima social obliga a evolucionar los brillantes motores de origen Fiat 124 hacia opciones menos sedientas, incluyendo las primeras mecánicas diésel en un turismo Fiat desde la desaparición del Fiat 1400, a la vez que se sustituían las versiones cupé y spider del 124 por un racional dos puertas muy al gusto de los mercados norteuropeos . A cambio, siguiendo el ritmo de los tiempos, se hace hincapié en la resistencia, confort y particularmente en la seguridad, incluyendo elementos como una de las primeras carrocerías deformables con triple anillo de seguridad, la dirección de cremallera con la columna de dirección colapsable que además podía ser asistida y regulable, el depósito de combustible tras el respaldo trasero, o los frenos de sistema mixto disco-tambor con un circuito independiente por cada tren, compensador de frenada en función de la carga y asistencia máster vac. 
Por otra parte, aunque el proyecto ya avanzado mantuvo la disposición mecánica clásica, siendo el último Fiat con motor longitudinal, tracción trasera y suspensión posterior mediante eje rígido, su diseño resultó el más equilibrado de la gama de tracción trasera de Fiat. 
En el tren delantero se abandonó la suspensión por triángulos superpuestos y dirección por tornillo sin fin del 124 en favor de una suspensión McPherson, con muelles helicoidales como resorte, barra estabilizadora y una moderna dirección de cremallera.
El eje trasero se mantuvo fiel a la suspensión dependiente, empleando un moderno esquema semi-hotchkiss de cinco brazos derivado del schema a quadrilatero que diseñara Adolfo Messori para el 124-S. Constaba de un eje rígido arrastrado por dos brazos de empuje longitudinales, que formaban junto con un par de bieletas de reacción articuladas sobre el puente un paralelogramo deformable, capaz de controlar la tendencia del tren a girar sobre sí mismo o sobre el árbol de transmisión. Como novedad, las bieletas pasaron a colocarse oblicuamente como en el Fiat 132, de modo que contribuían de modo natural al guiado transversal del puente pero manteniendo, a diferencia de su hermano mayor, la barra Panhard. 
Con el cambio de década esta disposición había pasado de ser la habitual entre las berlinas deportivas de su segmento, -caso de los pequeños y ágiles Alfa Giulia Nuova Super o Triumph Dolomite- a emplearse sólo en vehículos de corte muy conservador - Opel Ascona A, Ford Taunus TC1 o Morris Marina- como alternativa económica a las suspensiones independientes habituales en el segmento superior. Pese a ello, el comportamiento del 131 recibió elogios por parte de la prensa especializada, siendo valorados especialmente los avances frente al 124 en cuanto a precisión de dirección y ausencia de rebotes en el tren posterior. 
Pero la crisis aceleró la universalización de soluciones más efectivas y confortables, que Fiat pese a tener disponibles reservaba aún a vehículos de categoría superior con la vista puesta en una clientela tradicionalmente conservadora. Si ya en 1972 había desestimado para el Fiat 132 el uso de la suspensión trasera independiente del Fiat 130 en un vehículo de producción masiva al estilo del Peugeot 504, para la universalización de la tracción delantera no aprovecharía la experiencia de Lancia y su modernísimo Beta, ya con motores Fiat y suspensión MacPherson en ambos trenes. En su lugar mantuvo al modesto Fiat 128 como sustituto del Fiat 1100 y del Fiat 124 normal, empleándolo como base del progetto 138 que desembocaría en el Fiat Ritmo de 1978, no completando la larga transición a la tracción delantera hasta el Fiat Croma de 1985.
Fuera de Italia, el Fiat 131 fue fabricado bajo licencia y comercializado por SEAT -que exportó gran parte de la producción bajo marca Fiat-, por TOFAŞ en Turquía como Murat 131(1)  y por Polski Fiat como Fiat 131 P en Polonia. Se exportó a los cinco continentes, incluyendo Australia y  Estados Unidos donde fue comercializado entre 1978 y 1982 como Fiat Brava y Fiat Superbrava en sus dos primeras series. También fue montado en régimen CKD en Argentina, Colombia, Costa Rica, Venezuela, Indonesia, Malasia, Tailandia, Singapur, Marruecos, Portugal o Zambia.
- (1) En 1988 TOFAŞ desarrolló un derivado del Murat 131 con estética inspirada en la del Fiat Regata denominado Tofaş Şahin (gavilán), Doğan (halcón)  o Kartal (águila) , manteniendo las antiguas denominaciones locales de los Mirafiori, Supermirafiori y Panorama. En 1996 sería remozado ligeramente con los motores de origen Fiat Tipo/Tempra y la estética de los Fiat contemporáneos , continuando su montaje en CKD en Egipto y Etiopía hasta 2010. La versión familiar "Kartal", fue sustituida en 1985 por una versión de diseño autóctono con techo sobreelevado.

### Historia en América Latina
Su llegada se vislumbró como el arribo de uno de los vehículos de mejores acabados que los que anteriormente la planta italiana enviaba a estas tierras (siendo el reemplazo del Fiat 125, muy reputado por su robustez y bajo coste), y siendo destacado por su brillante desempeño mecánico, su robustez y fiabilidad, pero adoleciendo de dos graves defectos críticos en su construcción: pintura de muy baja calidad, y una muy defectuosa instalación eléctrica.
Este modelo vio su vida tanto como coche particular, como coche de servicio público. En Colombia este modelo se produjo en la planta de la CCA, Compañía Colombiana Automotriz y llegó a codearse con modelos tales como el Renault 9 y el Chevrolet Chevette; denominándose Fiat Mirafiori, siendo siempre un claro líder en esta categoría, de hecho, en países como Colombia; Panamá; Ecuador y Venezuela no se le llamaba solamente Fiat 131 sino Mirafiori o  Supermirafiori; en tanto que la versión Diplomatic era conocida como Fiat Brava (no confundir con el Fiat Brava, ya que es otro modelo totalmente distinto). Finalmente sería desplazado por autos de procedencia asiática, como el Mazda 323.

### Historia en España
La licencia española de Fiat se mantuvo apenas sin modificaciones respecto de la versión italiana pero introdujo algunos cambios exteriores e interiores mínimos y adaptaciones mecánicas; De este modo se introdujo el doble árbol de levas de origen Fiat 132 que ya se venía utilizando en la gama 124, y se incrementó la potencia y cilindrada (el Fiat 131 1600 original equipaba una mecánica de árbol de levas lateral y 1.585 cm³ de con un rendimiento de 75 CV (DIN) mientras que la cilindrada del motor biárbol en cabeza empleado por SEAT en su modelo, era de 1.592 cm³, de los cuales se extraían 95 CV (DIN).
El SEAT 131 fue un coche de la gama media / alta situado por debajo del SEAT 132. Tomó el relevo del SEAT 1430 (versión española del Fiat 124 Special), conviviendo sin embargo con una versión remozada del 124 normal autóctona hasta 1980. A lo largo de sus 9 años de producción hubo diversas versiones, todas ellas se caracterizaban por sus buenos acabados y unos motores fiables y potentes heredados directamente del SEAT 124; con él comparte la mayoría de los aspectos mecánicos y una carrocería actualizada pero de un concepto muy similar.

## Evolución del Fiat 131
Se produjeron versiones con motores de gasolina de 1430, 1600, 1800 y 2000 cm³ (la mayoría con doble árbol de levas y provistos de una caja de cambios de 5 velocidades). Se comercializaron también versiones diésel (con motores Perkins, y S.o.f.i.m). Las versiones que hay que destacar pueden agruparse en dos períodos:

### Primera serie (1974–1978)
Se produjeron distintas versiones en función de la potencia y del nivel de acabado.
La primera serie de 131 Mirafiori (por primera vez un Fiat abandonado el código puramente numérico para incluir en el nombre también para el establecimiento de montaje Mirafiori hecho) fue presentado en septiembre de 1974. De ancestro 124 veces los motores con árbol de levas de distribución y varilla de empuje lateral y el balancín, y el establecimiento de mecánica general, bastante convencional tracción trasera, eje delantero rueda independiente tipo MacPherson y eje trasero rígido, sino para mejorar la adherencia a la carretera recibió el apoyo de una innovadora barra horizontal Panhard collegatata de reacción de dos puntales y muelle helicoidal. El paso más largo, 249 cm frente a 242, lo que garantiza un espacio de vida mejor. En el lanzamiento había dos motores: un 1297 cc 65 - CV, derivado de la 1197 cm, de la misma potencia de 124, y unos 1585 cm ³ 75 hp derivados de la cm ³ 1438, con la misma potencia, el 124 especiales.
Parte trasera de la primera serie
La gama está compuesta por doce variaciones que surgen de la combinación de los dos equipos, Mirafiori - con faros cuadrados, perfil lateral, en ausencia de metal y goma, tapacubos y simplificados interior brillante - y especiales Mirafiori, con faros dobles redondos, perfil lateral de metal / Caucho, busque "desnudo" en el diseño específico, interior más refinado), tres estilos de carrocería ( berlina de dos puertas, sedán de cuatro puertas y station wagon, este último llamado la familia ) y dos motores. La producción del modelo 131, para casi la totalidad se concentra en la planta de Cassino En la práctica, era libre de elegir la combinación de cuerpo, culturismo y desplazamiento muy bienvenidos. Las versiones de dos puertas que, de hecho, sustituyó al cupé, fueron diseñados principalmente para los mercados del norte de Europa, donde esta configuración fue muy bien recibido, dando testimonio de la vocación "europeo" del modelo.
También es notable el grado de seguridad pasiva: de acuerdo a las pruebas de choque realizadas por Fiat, el 131 era un coche muy seguro, por lo que obtuvo, con el único cambio del parachoques de absorción de energía patentada por Reynoolds aluminio - Holanda, aprobación mercado EE. UU., donde se vende bajo el nombre de Brava. En este caso se trataba de una versión del motor de 1800 cc DOHC. (Derivado del Fiat 132 en 1800) y equipado con silenciador catalítico y patentado por Barber Colman - Chicago. Las primeras exportaciones a los EE. UU. se limitaron solo en el estado de California y solo con un superaccesorio en la versión familiar

### Segunda serie (1978–1981)
Se sucedieron varias versiones que incluían distintas renovaciones. En 1978 el 131 fue sometido a un rediseño que dio a luz al segundo set. Se ha cambiado el frontal (ahora con faros rectangulares, y parrilla lisa), los grupos ópticos traseros aumenta, el parachoques (en algunas configuraciones de todos los plásticos), el lado (nueva puerta manijas, caucho nuevo perfil lateral) y interior. Especialmente este último representó un importante paso adelante, siendo diseñados con materiales de primera calidad y con una cierta originalidad del diseño (volante Monospoke, salpicadero en cuero sintético prémium / espuma / puerta de acero acabado suave y compartimiento de almacenamiento de plástico tapa con dos puertas deslizamiento y la superposición, nuevos tejidos y elegante).
Con este rediseño volvió motores DOHC, ausente de un Fiat de este mercado desde el T. 124 Especial La gama incluye versiones Mirafiori (L o CL), con paragolpes de metal y plástico cantonal y equipos simplificados (un "poco más rico en CL ), equipado con motores SOHC 1300 (ahora a 1301 cm ³ a recuperar algunas de las reglas), o 1600 o con el inusual cuatro cilindros diésel producido por Sofim de Foggia cm ³ 1995 y 2445 cm ³, respectivamente, con 60 CV y 72, y Supermirafiori con parachoques de plástico, llantas de chapa de acero de 132 (pero de 13 pulgadas en lugar de 14 ), decorado con el trébol, reposacabezas traseros, la preparación más rica y cuidada, y caja de 5 velocidades de serie. Ellos fueron trasladados por cuatro cilindros twin cam 1301 cc (78 CV) o 1585 cc (96 CV) y el motor diésel de cuatro cilindros de 2445 cc. Las versiones diésel eran reconocibles a una notable joroba en el capó y la parte delantera con dos faros redondos. Al igual que con la serie anterior, este 131 estaba disponible con la carrocería de 5 puertas Station Wagon (que ahora se llama Panorama). Accesorios externos e internos son los mismos que el sedán. Aquí debajo de la gama completa de todas las versiones
| Fiat 131 Sedan de 4 puertas                                                           |           |                                                |            |
| Mirafiori 1300 L / Mirafiori CL                                                       | 1301 cm ³ | 65 CV                                          | 150 km / h |
| Mirafiori 1600 CL                                                                     | 1585 cm ³ | 75 CV                                          | 160 km / h |
| Supermirafiori 1300/TC                                                                | 1301 cm ³ | 78 CV - 82 caballos de fuerza a partir de 1980 | 160 km / h |
| Supermirafiori 1600/TC                                                                | 1585 cm ³ | 96 CV - 98 caballos de fuerza a partir de 1980 | 160 km / h |
| Mirafiori 2000 LD/ Mirafiori CL D                                                     | 1995 cm ³ | 60 CV                                          | 140 km / h |
| Mirafiori 2500 CL D / D Supermirafiori                                                | 2445 cm ³ | 72 CV                                          | 150 km / h |
| Fiat 131 Sedan 2 puertas                                                              |           |                                                |            |
| Mirafiori 1300 CL                                                                     | 1301 cm ³ | 65 CV                                          | 150 km / h |
| Mirafiori 1600 CL                                                                     | 1585 cm ³ | 75 CV                                          | 160 km / h |
| Mirafiori Sport 2000/TC                                                               | 1995 cm ³ | 115 CV                                         | 180 km / h |
| Racing 2000/TC                                                                        | 1995 cm ³ | 115 CV                                         | 180 km / h |
| Racing Walter Rohrl Edition 2000/TC                                                   | 1995 cm ³ | 115 CV                                         | 180 km / h |
| Volumétrica Abarth Racing                                                             | 1995 cm ³ | 140 CV                                         | 190 km / h |
| Fiat 131 Panorama                                                                     |           |                                                |            |
| Mirafiori 1300 L / Mirafiori CL                                                       | 1301 cm ³ | 65 CV                                          | 150 km / h |
| Mirafiori 1600 CL                                                                     | 1585 cm ³ | 75 CV                                          | 160 km / h |
| Mirafiori 1800 (Destinado únicamente al mercado de los EE.UU. - Estado de California) | -         | -                                              | -          |
| Supermirafiori 1600/TC                                                                | 1585 cm ³ | 96 CV / 98 CV en 1980                          | 170 km / h |
| Mirafiori 2000 LD / Mirafiori CL D                                                    | 1995 cm ³ | 60 CV                                          | 140 km / h |
| Mirafiori 2500 CL D / D Supermirafiori                                                | 2445 cm ³ | 72 CV                                          | 150 km / h |

Más tarde, también en 1978, el cuerpo de dos puertas regresó para 1300 y 1600 Mirafiori CL, y el deportivo 131 Racing, equipado con un cuatro cilindros twin cam 1995 cc 115 CV y reconocible a la configuración deportiva ( alerón, faldones alféizar, mirando los faros dobles redondos delanteros específicos, asientos deportivos, parachoques claros, los corredores del volante). En 1980 Supermirafiori motor DOHC de 1301 cm ³ y 1585 cm ³ se mejoraron: la 1300/TC ganó 82 caballos de fuerza en lugar de la anterior 78, el 1600/TC ganó 98 caballos de fuerza en lugar del anterior 96.
En 1981, cuando la producción de modelos de dos puertas ya estaba terminada, fue puesto en el mercado con el fin de agotamiento y una pequeña serie de Volumétrico Abarth Racing 131, sobrealimentado con un lóbulo compresor (140 CV).

### Tercera serie (1981–1984)
En 1981 se introdujo en la tercera serie, fueron aún para cambiar el parachoques, luces traseras y el interior. El Supermirafiori también adoptó llantas con aros cromados laterales y parachoques enormes, mientras que el Mirafiori (no solo la CL, L la tercera serie no fue restablecido) mantiene el parachoques mixto (metal / plástico). Desaparecidos "definitivamente" el cuerpo de 2 puertas, mientras que los preparativos eran dos: Mirafiori CL y Supermirafiori. Como siempre, Supermirafiori propone un amplio conjunto de acuerdos, incluida la tapicería de terciopelo, volante regulable, reposacabezas traseros, y por primera vez, elevalunas eléctricos y cierre centralizado. Motores SOHC tiene el árbol de levas en la cabeza en lugar de al lado. El 1300 también se benefició de un aumento de la cilindrada a 1.367 cc, tanto en el SOHC (70 CV), que en la configuración DOHC, mientras que el poder del doble eje hasta 75 HP por razones fiscales. La sobrecarga de 1600 solo disponible en 85 CV y solo estaba disponible con tres velocidades de transmisión automática, el motor DOHC 1600 perdió un caballo (ahora 97), mientras que el suministro de motores DOHC fue completado por Supermirafiori 2000/TC (1995 cm ³, 113 CV, 180 km / h). El Diesel 2000 era ahora solo está disponible con la instalación Mirafiori 2500 CL y solo con Supermirafiori. El Panorama se propone en su lugar con el "extremo" rango: Mirafiori 1400 CL, 2000/TC Supermirafiori y 2500 Supermirafiori D.
En mayo de 1981 entró en producción en un pequeño lote de 131 Abarth Supermirafiori volumétrica, con un cuerpo de dos puertas, lóbulos del compresor (140 CV) y el logotipo de Abarth. Este modelo estuvo en el mercado por menos de un año, con una producción estimada de unas 200 unidades. En 1983, con la introducción de la raza, el sedán 131 salió de la lista, y continuó la producción de la camioneta, ahora llamado 131 Maratea. En comparación con Panorama anterior, la Maratea, disponible solo en las versiones 2000/TC (113 CV) y 2500 Supermirafiori D (72 CV), ha establecido un más ricos (llantas de aleación, barras en el techo cromados, pintura metalizada) y un frente de cuatro faros redondos también para el 2000 a la gasolina

## Tabla resumen de motorizaciones
| Modelo                  | Período   | Motor    | Cilindrada (cm³) | Potencia        | Par (Nm) | 0–100 km/h (segundos) | Velocidad máx. (km/h) | Consumo medio (km/l) |
| 1297                    | 1978-1981 | Gasolina | 1297             | 47 kW (65 Cv)   | 102      | 16.2                  | 150                   | n.d                  |
| 1297 Super              | 1978-1981 | Gasolina | 1297             | 57 kW (78 Cv)   | 103      | 14.2                  | 147                   | n.d                  |
| 1367                    | 1981-1983 | Gasolina | 1367             | 51 kW (70 Cv)   | 107      | 16.0                  | 148                   | 11.3                 |
| 1367 Super              | 1981-1983 | Gasolina | 1367             | 55 kW (75 Cv)   | 109      | 13.8                  | 156                   | 11.3                 |
| 1600                    | 1978-1981 | Gasolina | 1585             | 55 kW (75 Cv)   | 122      | n.d                   | 160                   | n.d                  |
| 1600 Automático         | 1981-1983 | Gasolina | 1585             | 62 kW (85 Cv)   | 124      | 15.5                  | 152                   | 10.7                 |
| 1600 Super              | 1978-1983 | Gasolina | 1585             | 71 kW (97 Cv)   | 127      | 12.0                  | 166                   | 10.9                 |
| 2000 Super              | 1981-1983 | Gasolina | 1995             | 83 kW (113 Cv)  | 166      | 10.5                  | 174                   | 10.7                 |
| 2000 Racing             | 1978-1981 | Gasolina | 1995             | 84 kW (115 Cv)  | 167      | 10.3                  | 169                   | n.d                  |
| 2000 Volumetrico Abarth | 1980-1981 | Gasolina | 1995             | 103 kW (140 Cv) | 206      | n.d                   | 189                   | 9.1                  |
| 2000 Diesel             | 1978-1983 | Gasóleo  | 1995             | 44 kW (60 Cv)   | 117      | 22.3                  | 138                   | 12.0                 |
| 2500 Diesel Super       | 1978-1983 | Gasóleo  | 2445             | 52 kW (72 Cv)   | 147      | n.d                   | 146                   | 12.6                 |

## Fin de la producción

### En las Américas
Sobre la base de los nuevos ajustes de coste de producción solo dos países (los que originalmente lo fabricaron), lo mantuvieron en el mercado hasta bien entrados los años 1990, en el caso de Colombia, la producción se trasladó a Venezuela, puesto que la planta que lo producía se vendió al consorcio de Ford/Mazda a finales de 1983, para ser luego retomada por un muy corto lapso de tiempo, mientras se agotaban las partes de ensamblaje (hasta mediados de 1985), y en Ecuador se dio definitivamente de baja del ensamblaje, siendo sustituido luego por el Fiat Uno.
Este vehículo se vendió bajo la marca SEAT además de España en Chile, país en donde se comercializó en versiones sedan y "panorama" bajo ésta marca entre 1981 y 1982,matriculandose las últimas unidades en 1984. En los demás países donde llegó a venderse se comercializaba bajo la marca de origen real, la marca Fiat. De hecho, en países como Colombia; Panamá; Ecuador y Venezuela no se le llamaba solamente Fiat 131 sino Mirafiori o  Supermirafiori; en tanto que la versión Diplomatic era conocida como Fiat Brava (no confundir con el Fiat Brava, ya que es otro modelo totalmente distinto).

### En España

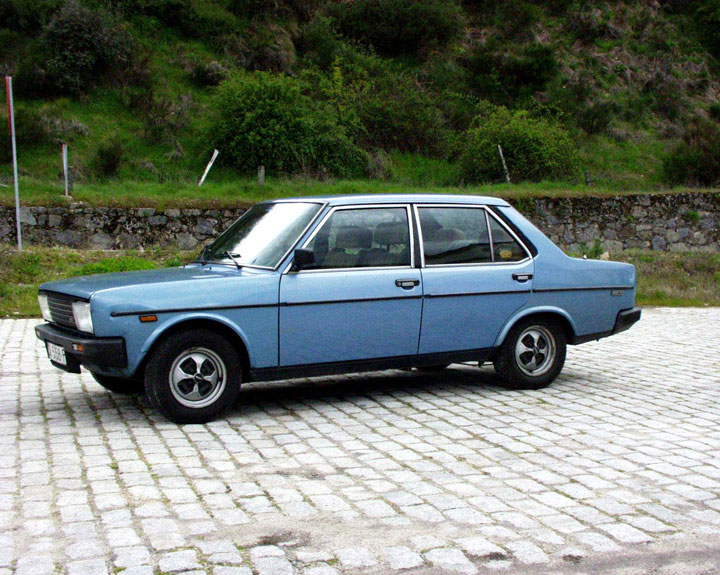
Versión de la marca española SEAT 131 Supermirafiori azul metalizado de 1980 en Béjar (Salamanca, España).

En 1982 concluyó la producción del SEAT 131 con la versión más lujosa denominada Diplomatic.
Las versiones más avanzadas del 131 contaban con aire acondicionado, elevalunas eléctricos y dirección asistida.
Puede considerarse al SEAT Málaga como el sucesor del 131, que a su vez daría paso al SEAT Toledo y al SEAT Córdoba. El Toledo se caracterizó por ser el primer modelo de SEAT con plataforma del Grupo Volkswagen, puesto que SEAT y Fiat rompieron su relación comercial en 1981 por desacuerdos financieros.

## El Fiat 131 en la cultura popular
En la película Coma, de 1978, se ve al Dr. Mark Bellows (personaje interpretado por Michael Douglas) conducir uno de color azul, mientras se lo ve entrar y salir de un edificio sospechoso de traficar ilegalmente con órganos humanos.
Y también, en la película Le professionel, de 1981, se ve a Jean-Paul Belmondo conduciendo un 131 Supermirafiori de la tercera serie de color rojo, teniendo una persecución contra un Peugeot 504.

## Fábricas
Su producción se centró básicamente en las plantas de Mirafiori en Italia, Bursa, (Turquía); y, en la planta de Zona Franca - (Barcelona) - España, bajo licencia Fiat.

## Producción
- Italia: 1.513.800 unidades
- Turquía: 1.257.651 unidades
- España: 356.670 unidades